# Ильинка (Турковский район)
Ильинка — село в Турковском районе Саратовской области. Входит в состав Каменского сельского поселения.

## География
Находится на реке Щербедина примерно в 6 км к западу от районного центра, посёлка Турки.

## Уличная сеть
В селе одна улица: ул. Мира.